# Cas Odenthal
Cas Odenthal, né le 26 septembre 2000 à Leersum aux Pays-Bas, est un footballeur néerlandais qui évolue au poste de défenseur central à l'US Sassuolo.

## Biographie

### En club
Né à Leersum, dans la province d'Utrecht aux Pays-Bas, Cas Odenthal est formé par le FC Utrecht avant de rejoindre en 2018 le NEC Nimègue. C'est avec ce club qu'il commence sa carrière professionnelle, jouant son premier match le 9 août 2019, lors d'une rencontre de championnat face au FC Eindhoven. Il est titularisé en défense centrale et son équipe s'incline par deux buts à un.
Le 26 juillet 2022, Cas Odenthal rejoint le Côme 1907.
Il joue son premier match pour Côme le 17 septembre 2022, lors d'une rencontre de championnat face à la SPAL. Il est titularisé et les deux équipes se neutralisent (3-3 score final).
Le 30 juillet 2024, Cas Odenthal s'engage avec le club de Sassuolo. Le transfert est estimé à 1,2 million d'euros.
Odenthal inscrit son premier but pour Sassuolo le 8 décembre 2024, lors d'une rencontre de championnat face à la Sampdoria de Gênes. Titulaire, il participe à la victoire de son équipe par cinq buts à un,.

### En sélection
Cas Odenthal représente l'équipe des Pays-Bas des moins de 16 ans, pour un total de trois matchs joués entre 2015 et 2016.

## Palmarès
US Sassuolo
- Championnat d'Italie de Serie B
  - Champion en 2025[8]